# 朝鲜足球甲级联赛
朝鮮甲級足球聯賽，前稱朝鲜足球超级联赛，开办于2010年，取代了之前的顶级联赛技術革新競技（기술혁신경기）。技術革新競技大会始于1960年代，通常每年2月开赛，以淘汰赛形式举办，是朝鲜民主主义人民共和国最高水平的足球赛事。
该项赛事由既存的技術革新競技大会、万景台奖大会、白頭山奖大会、普天堡火炬奖大会及共和国锦标赛等6项赛事综合构成。作为一个社会主义国家，朝鲜的足球联赛不是完全的职业化，每支球队有着较为固定的津贴。由于长年政治的封闭使得朝鲜的足球也脱轨於国际足球系统，球员一般很难任意进行自由转会。
2014年鯉明水體育團代表朝鲜参加了最后一届亚足联主席杯，摘得亚军。2017年起，朝鲜派队参加亞洲足協盃，然而2020年朝鮮球隊未獲參賽牌照，導致無法出賽。随着亚冠参赛席位改制，2019-20赛季朝鲜甲级联赛冠军将获得一个亚冠小组赛名额。

## 歷屆冠軍
- 1960–1984：不明
- 1985：四·二五体育队
- 1986：四·二五体育队
- 1987：四·二五体育队
- 1988：四·二五体育队
- 1989：赞同者体育队（英语：Chandongja Sports Club）
- 1990：四·二五体育队
- 1991：平壤市体育团
- 1992：四·二五体育队
- 1993：四·二五体育队
- 1994：四·二五体育队
- 1995：四·二五体育队
- 1996：火車頭體育隊
- 1997：火車頭體育隊
- 1998：火車頭體育隊
- 1999：火車頭體育隊
- 2000：火車頭體育隊
- 2001：鸭绿江体育队
- 2002：四·二五体育队
- 2003：四·二五体育队
- 2004：平壤市体育团
- 2005：平壤市体育团
- 2006：鸭绿江体育队
- 2007：平壤市体育团
- 2008：鸭绿江体育队
- 2009：平壤市体育团
- 2010：四·二五体育队
- 2011：四·二五体育队
- 2012：四·二五体育队
- 2013：四·二五体育队
- 2014：火炬体育团
- 2015：四·二五体育队[3]
- 2016：火炬体育团
- 2017：四·二五体育队
- 2017-18：四·二五体育队
- 2018-19：四·二五体育队
- 2020-21：黎明體育團
- 2021-22：四·二五体育队
- 2022-23：四·二五体育队

## 球隊
2019-20年的參賽球隊如下：
- 四·二五体育队（南浦市）
- 火车头体育队（新义州市）
- 鸭绿江体育队（平壤市）
- 平壤市体育团（平壤市）
- 小白水体育团（平壤市）
- 鯉明水体育团（沙里院市）
- 火炬体育团（平壤市）
- 黎明体育团（平壤市）
- 先鋒體育隊（朝鲜语：선봉체육단）（羅先市）
- 月尾島體育隊（朝鲜语：월미도체육단）（金策市）
- 輕工業省體育團（平壤市）
- 燕子體育隊（朝鲜语：제비체육단）（平壤市）